# 스트래톤 스토리
《스트래톤 스토리》(The Stratton Story)는 미국에서 제작된 샘 우드 감독의 1949년 드라마 영화이다. 제임스 스튜어트 등이 주연으로 출연하였고 잭 커밍스 등이 제작에 참여하였다.

## 출연

### 주연
- 제임스 스튜어트
- 준 앨리슨
- 프랭크 모건

### 조연
- 아그네스 무어헤드
- 빌 윌리엄스
- 브루스 카울링
- 클리프 클락
- 딘 화이트
- 로버트 기스트

## 제작진
- 미술: 세드릭 기븐스
- 미술: 폴 그로에스
- 의상: 헬렌 로즈